# مواطنون لأجل حلول عالمية
مواطنون من أجل حلول عالمية هي منظمة بقاعدة شعبية  في الولايات المتحدة تعمل على إنشاء حكومة عالمية  من أجل تجنب الحروب الذرية المستقبلية.
تشجعت المُنظمة على إنشاء حكومة فيدرالية عالمية، وإصلاح الأمم المتحدة ، والقرارات التشريعية، والتعديلات على دستور الولايات المتحدة لصالح إنشاء حكومة فيدرالية عالمية. 

## تاريخ
يمكن إرجاع نسب المنظمة إلى سلفها، «الفيدراليون العالميون» ، التي تأسست عام 1941م. اندمجت هذه المجموعة لاحقًا مع منظمات أخرى عام 1943م لتكوين الحكومة العالمية الفيدرالية، والتي تطورت إلى «الفيدراليين العالميين، الولايات المتحدة الأمريكية» عام 1945م، وفي عام 1947م، تحولت إلى «الفيدراليين العالميين المتحدين» (UWF). 
في 23 فبراير 1947م،  اندمجت خمس منظمات فيدرالية عالمية - الأمريكيون متحدون من أجل حكومة عالمية (AUWG)، والفيدراليون العالميون، والولايات المتحدة الأمريكية (الفيدراليون العالميون لأمريكا)، والفيدراليون الطلابيون ، ولجنة مواطني العالم في جورجيا (GWCC)، ولجنة ماساتشوستس للاتحاد العالمي (MCWF) - لتشكيل «الفيدراليين العالميين المتحدين» (UWF).   وبحلول عام 1948م، كان لدى المنظمة أكثر من 34,000 عضو، بما في ذلك 7,000 طالب.  نما هذا العدد إلى أكثر من 50,000 عضو في أوائل الخمسينيات. 
كان كورد ماير الرابع هو أول رئيس للمنظمة، وكان كل من چرينفيل كلارك ، وتوماس ك. فينليتر ، ووالاس تريفور هوليداي نوابًا للرئيس.

### ألبرت أينشتاين
في عام 1948م، دُعي كورد ماير لحضور اجتماع لجنة الطوارئ لعلماء الذرة (ECAS) حيث التقى ألبرت أينشتاين ،   وليو سيلارد والعديد من علماء الفيزياء النووية البارزين الآخرين.  ثم انضم ألبرت أينشتاين إلى «الفيدراليين العالميين المتحدين» كعضو في المجلس الاستشاري  وأظهر دعمه. ساعد أينشتاين ولجنة الطوارئ لعلماء الذرة ، الفيدراليين العالميين المتحدين لجمع التبرعات في مناسبات عديدة  كما قدموا أيضًا مواد داعمة.  
في يونيو 1951م، في رسالته إلى هاريسون براون ، وصف أينشتاين الفيدراليين العالميين المتحدين بأنهم: «المجموعة الأقرب إلى تطلعاتنا». 

### ثين ريد
في عام 1949م، استقال كورد ماير وخلفه آلان كرانستون.  وفي العام نفسه، انضم ثين ريد إلى الفيدراليين العالميين المتحدين، ثم بدأ لاحقًا في دعوة عالمية في عام 1958م وحشد الدعم للمؤتمر الدستوري العالمي  مما أدى في النهاية إلى تطوير دستور الفيدراليين العالميين المتحدين. 
لاحقًا تمت إعادة تسمية الفيدراليين العالميين المتحدين إلى «الفيدراليون العالميون في الولايات المتحدة الأمريكية». 

### انقسام وإعادة الظهور
في عام ١٩٧٥م، ركزت المنظمة جهودها على الأنشطة التعليمية تحت اسم «الرابطة الفيدرالية العالمية» (WFA)، بينما شكّل الأعضاء الراغبون في مواصلة العمل السياسي حملة إصلاح الأمم المتحدة (CUNR). اندمجت المجموعتان تحت مسمى «مواطنون من أجل حلول عالمية» (CGS) في عام ٢٠٠٣م لتكون المنظمة بشكلها الحالي.  

## قائمة الرؤساء السابقين
- كورد ماير (1947-1949)
- آلان كرانستون (1949-1952)
- نورمان كوزينز (1952-1954) [26]
- سي ماكسويل ستانلي (1954-1956) [27]
- دونالد هارينجتون (1956-1959)
- تشارلز سي برايس الثالث (1959-1961) [28] [29]
- بول دبليو والتر (1961-1964)
- سي ماكسويل ستانلي (1964-1966) [27]
- أرنولد س. زاندر (1966-1967) [30]
- نيل بوتر (1967-1968)
- جيمس جي باتون (1968-1969)
- جوزيف س. كلارك (1969-1971) [31]
- لوثر هـ. إيفانز (1971-1976)
- نورمان كوزينز (1976-1990) [26]
- تشارلز سي برايس الثالث (1990-1992) [28] [29]
- جون ب. أندرسون (1992-2003) [32]

## في السنوات السابقة
في عام 2006، شنّت المنظمة حملةً لمنع تثبيت جون بولتون سفيرًا للولايات المتحدة لدى الأمم المتحدة. انسحب بولتون، الذي كان يشغل المنصب مؤقتًا، من الترشيح في ديسمبر من ذلك العام.